# Elena Gorohova
Elena Gorohova (în rusă Елена Горохова; n. 6 noiembrie 1972, Bălți) este o fostă biatlonistă și schioare fondistă moldoveană. Ea a participat la patru Jocuri Olimpice de iarnă.

## Cariera sportivă
Ea a început să se antreneze în cadrul Clubului Sportiv Central al Armatei, fiind îndrumată de Nadejda Bria. Prima participare a sa la competițiile internaționale a avut loc în anul 1990 și a reprezentat Uniunea Sovietică într-o întrecere de sprint desfășurată la Ruhpolding. La acea competiție, a terminat pe locul 9. Gorohova nu a concurat la Jocurile Olimpice de la Albertville (1992), când sportivii din Republica Moldova au concurat pentru echipa unificată a CSI. 
După acel an, ea a reprezentat Republica Moldova, noul stat format în urma destrămării URSS. În anul 1996 a participat la Campionatul Mondial de Biatlon de la Ruhpolding, terminând pe locul 72 în proba de sprint. Ea a concurat și la alte campionate mondiale de biatlon (la Holmenkollen–Oslo – 2000, Pokljuka – 2001, Hochfilzen – 2005, Antholz – 2007 și Pyeongchang – 2009), dar rezultatele sale s-au înrăutățit constant.
Începând cu anul 2001, Gorohova a început să concureze și la competițiile de schi fond. În ianuarie 2002 a participat pentru prima dată într-o cupă mondială de schi fond. La Salzburg a terminat pe locul 27 în proba de sprint. Trei ani mai târziu, a concurat la Campionatul Mondial de Schi Nordic de la Oberstdorf (2005), clasându-se pe locul 64 la sprint. La Cursa de schi fond de la Pragelato (2006), Gorohova a terminat pe locul 62 în aceeași probă. 

## Participări la Jocurile Olimpice
Elena Gorohova a făcut parte din delegația Republicii Moldova la patru Jocuri Olimpice de iarnă. 
La Jocurile Olimpice de la Lillehammer (1994) a concurat la biatlon, obținând locul 69 la proba de 7,5 km sprint și locul 68 la 15 km distanță. Patru ani mai târziu, la Jocurile Olimpice de la Nagano (1998), a concurat din nou la biatlon, obținând două locuri 62 în probele de 7,5 km sprint și 15 km distanță.
La Jocurile Olimpice de la Salt Lake City (2002), Elena Gorohova nu a mai concurat la biatlon, fiind înscrisă la probele de schi fond. La proba de sprint, a terminat pe locul 55 și nu s-a calificat în finală, iar la cea de 15 km liber start în bloc nu a reușit să ajungă la linia de sosire. 
Ultimele jocuri olimpice la care a participat au fost cele de la Torino (2006). Acolo, Gorohova a concurat la biatlon (terminând pe locul 68 în proba de 7,5 km sprint) și la schi fond (clasându-se pe locul 62 în proba de sprint și necalificându-se în finală). 
Elena Gorohova lucrează ca profesoară și locuiește în Chișinău. 